# Michael Tanenhaus

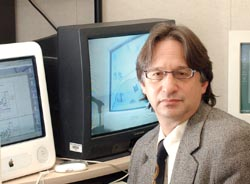
Michael Tanenhaus

Michael K. Tanenhaus (geb. vor 1973) ist ein US-amerikanischer Psychologe, Kognitions- und Sprachwissenschaftler.
Tanenhaus studierte Psychologie an der University of Iowa mit dem Bachelor-Abschluss 1973 (Speech and Hearing Science) und an der Columbia University mit dem Master-Abschluss 1975 und der Promotion 1978. 
Er wurde 1977 Assistant Professor und 1981 Associate Professor an der Wayne State University und 1983 Associate Professor und 1987 Professor für Psychologie an der University of Rochester. Seit 1996 ist er dort auch Professor für Linguistik und seit 1995 in der Abteilung Brain and Cognitive Sciences, ab 2009 als Beverly Petterson Bishop and Charles W. Bishop Professor. 1996 bis 1999 und 2003 bis 2009 war er Direktor des Center for Language Science der Universität. 
Außerdem ist er seit 2016 Professor an der Nanjing Normal University.
Er befasst sich mit der Untersuchung der Echtzeitverarbeitung von Sprache beim Hören und Lesen und in visuellem Umfeld (etwa wenn der Versuchsleiter der Versuchsperson sprachliche Anweisungen gibt in einer eingeschränkten, kontrollierten visuellen Umgebung). Dabei verwendete er im Experiment systematisch Eye-Tracking um festzustellen, worauf sich die Versuchsperson unbewusst konzentriert. In Versuchen, in denen der Versuchsleiter sprachlich zweideutige Anweisungen gibt, jeweils in visuellen Szenen, die die Zweideutigkeit auflösen oder nicht, fand er dabei Hinweise auf nicht-modulare Verarbeitung im Gehirn (entgegen den Theorien seines Kollegen Jerry Fodor an der Rutgers University) und dass Sprachverständnis durch visuelle Information unterstützt wird und durch nicht-linguistische Zusatzinformationen, die die Versuchsperson aus der visuellen Wahrnehmung extrahiert.
Außerdem untersuchte er Echtzeit-Verständnis von gesprochener Sprache und wie dabei die Information repräsentiert und zwischen verschiedenen linguistischen und konzeptuellen Untersystemen koordiniert wird.
Er ist Fellow  der Cognitive Science Society, der American Association for the Advancement of Science (2006) und der American Academy of Arts and Sciences (2011). 2018 erhielt er den David-E.-Rumelhart-Preis. Er gehört zu den hochzitierten Kognitionswissenschaftlern.

## Schriften (Auswahl)
- als Herausgeber mit Steven L. Small, Garrison W. Cottrell: Lexical Ambiguity Resolution. Perspective from Psycholinguistics, Neuropsychology, and Artificial Intelligence. Morgan Kaufmann, San Mateo CA 1988, ISBN 0-934613-50-8.
- als Herausgeber mit John C. Trueswell: Approaches to Studying World-Situated Language Use. Bridging the Language-as-Product and Language-as-Action Traditions. MIT Press, Cambridge MA u. a. 2005, ISBN 0-262-20149-6.

Aufsätze:
- mit Mark S. Seidenberg, James M. Leiman, Marie Bienkowski: Automatic access of the meanings of ambiguous words in context: Some limitations of knowledge-based processing. In: Cognitive Psychology. Band 14, Nummer 4, 1982, S. 489–537, doi:10.1016/0010-0285(82)90017-2.
- mit Mark S. Seidenberg, Gloria S. Waters, Marcia A. Barnes: When does irregular spelling or pronunciation influence word recognition? In: Journal of Verbal Learning and Verbal Behavior. Band 23, Nummer 3, 1984, S. 383–404, doi:10.1016/S0022-5371(84)90270-6.
- mit John C. Trueswell, Christopher Kello: Verb-specific constraints in sentence processing: separating effects of lexical preference from garden-paths. In: Journal of Experimental Psychology. Learning, Memory, and Cognition. Band 19, Nummer 3, 1993, S. 528–553, doi:10.1037/0278-7393.19.3.528.
- mit John C. Trueswell: Toward a lexicalist framework for constraint-based syntactic ambiguity Resolution. In: Charles Clifton Jr., Lyn Frazier, Keith Rayner  (Hrsg.): Perspectives in Sentence Processing. Lawrence Erlbaum Associates, Hillsdale NJ 1994, ISBN 0-8058-1582-1, S. 155–179.
- mit John C. Trueswell, Susan M. Garnsey: Semantic influences on parsing: Use of thematic role information in syntactic ambiguity Resolution. In: Journal of Memory and Language. Band 33, Nummer 3, 1994, S. 285–318, doi:10.1006/jmla.1994.1014.
- mit Kathleen M. Eberhard, Michael J. Spivey-Knowlton, Julie C. Sedivy: Eye movements as a window into real-time spoken language comprehension in natural contexts. In: Journal of Psycholinguistic Research. Band 24, Nummer 6, 1995, S. 409–436, doi:10.1007/BF02143160.
- mit Michael J. Spivey-Knowlton, Kathleen M. Eberhard, Julie C. Sedivy: Integration of Visual and Linguistic Information in Spoken Language Comprehension. In: Science. Band 268, Nummer 5217, 1995, S. 1632–1634, doi:10.1126/science.7777863.
- mit Paul D. Allopenna, James S. Magnuson: Tracking the time course of spoken word recognition using eye movements: Evidence for continuous mapping models. In: Journal of Memory and Language. Band 38, Nummer 4, 1998, S. 419–439, doi:10.1006/jmla.1997.2558.
- mit Ken McRae, Michael J. Spivey-Knowlton: Modeling the influence of thematic fit (and other constraints) in on-line sentence comprehension. In: Journal of Memory and Language. Band 38, Nummer 3, 1998, S. 283–312, doi:10.1006/jmla.1997.2543.